# Georg Maurer
Georg Maurer (n. 11 martie 1907, Reghin, Mureș, România – d. 4 august 1971, Potsdam, RDG) a fost un poet, eseist și traducător german din Transilvania.

## Viața
Maurer s-a născut ca fiul unui învățător din Transilvania. În 1926 a plecat în Germania, unde a studiat până in 1932 la Leipzig și Berlin istoria artei, germanistică și filozofie. A fost soldat în al Doilea Război Mondial. Din 1955 a lucrat la Institutul pentru literatură germană din Leipzig. Aici activitatea sa a avut o influență mare asupra autorilor așa-numitei „școli de poezie saxonă” (Sächsische Dichterschule) din Leipzig.

## Distincții
- Premiul pentru literatură al orașului Weimar, 1948
- Premiul Johannes R. Becher, 1961
- Premiul pentru artă al orașului Leipzig, 1964
- Premiul național al Republicii Democrate Germane, 1965
- Premiul pentru literatură Franz Carl Weiskopf⁠(d) al Academia de Arte din Berlin⁠(d), 1972.

## Lucrări
- „Ewige Stimmen“, poezii, 1936
- „Gesänge der Zeit“, imnuri și sonete, 1948
- „Barfuß" (Desculți) de Zaharia Stancu, traducere, 1951
- „Zweiundvierzig Sonette“ Editura Aufbau, 1953
- „Die Elemente“, poezii, Editura Insel, 1955
- „Der Dichter und seine Zeit“, critici și eseuri, Editura Aufbau, 1956
- „Eine stürmische Nacht“ (O noapte furtunoasă) de Ion Luca Caragiale, traducere, Editura Insel, 1956
- „Lob der Venus“, sonete, Verlag der Nationen, 1958
- „Poetische Reise“, Verlag der Nationen, 1959
- „Das Lächeln Hiroshimas“ (Surîsul Hiroshimei) de Eugen Jebeleanu, traducere, Verlag der Nationen 1960
- „Ein Glückspilz“ de I.L.Caragiale, traducere, Editura Aufbau, 1961
- „Drei-Strophen-Kalender“, 1961 ISBN 3-354003-67-7
- „Das Unsere“, Neue Deutsche Literatur, Heft 8, 1962
- „Stromkreis“ Editura Insel, 1964
- „Im Blick der Uralten“ Editura Insel, 1965
- „Ich sitz im Weltall auf einer Bank im Rosental“ (redactat de  Eva Maurer) Connewitzer Verlagsbuchhandlung 2007 ISBN 3-937799-22-2

## Bibliogrfie
- „Georg Maurer. 1907-1971“, Biographie, BoD GmbH, Norderstedt 2003 ISBN 3-831145-67-9